# Muzeum Okupacji Łotwy
Muzeum Okupacji Łotwy (łot. Latvijas Okupācijas muzejs) – muzeum znajdujące się w centrum stolicy Łotwy, przy Raiņa bulvāris.

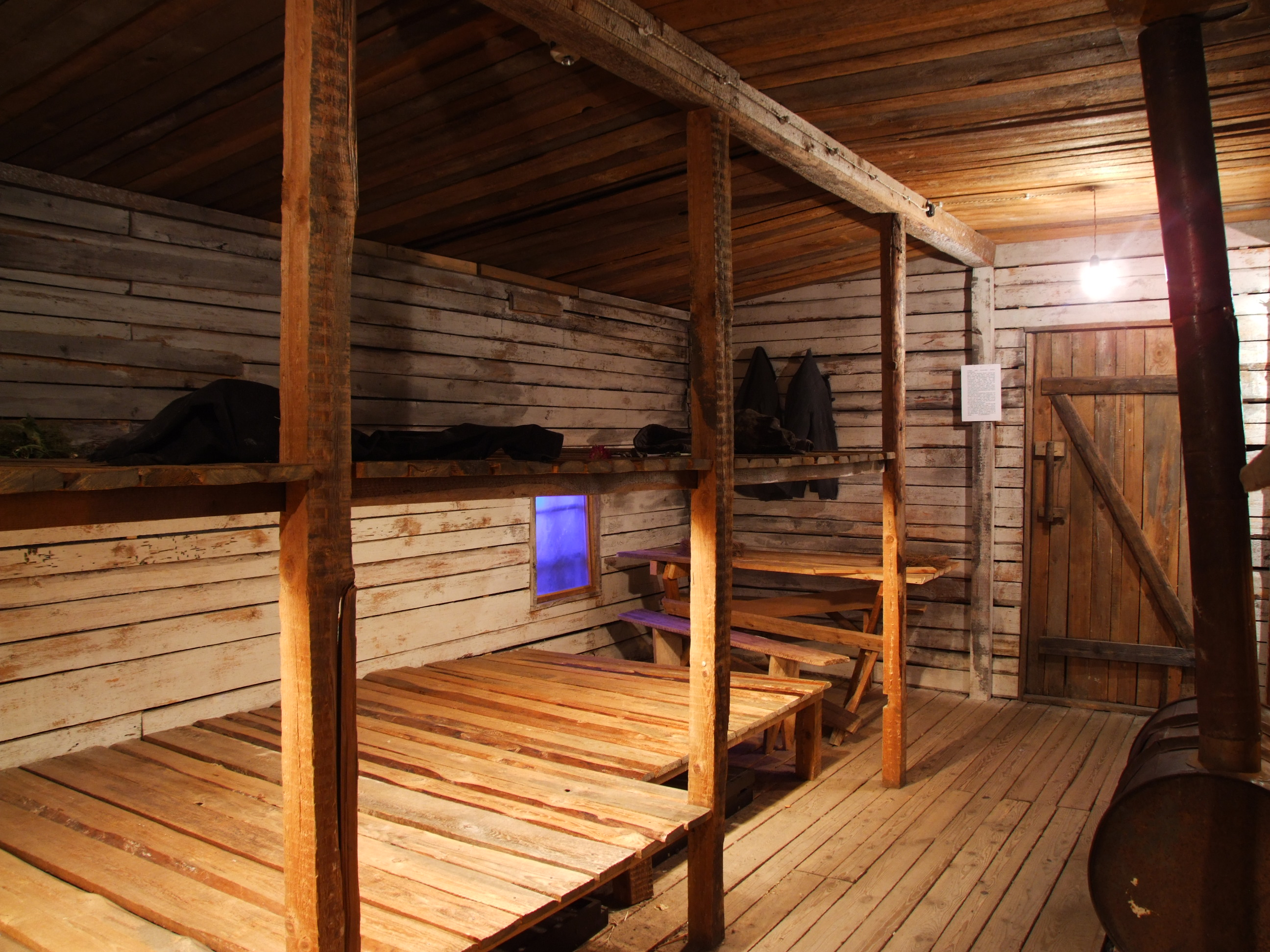
Rekonstrukcja obozowego baraku

Budynek muzeum wybudowano w 1971 roku w stulecie urodzin Lenina i do 1991 prezentowano w nim ekspozycję poświęconą Czerwonym Strzelcom Łotewskim (pomnik tej formacji do dziś stoi przed muzeum). W 1993 roku uruchomiono Muzeum Okupacji, upamiętniające okupację sowiecką (1940-1941 i 1944-1991) oraz niemiecką (1941-1944, choć część Łotwy była w rękach Niemców aż do maja 1945 roku).
Wystawa obejmuje dokumenty, tajne akta, prasę, zdjęcia, filmy, ówczesną propagandę, przedmioty użytku codziennego - łącznie 25 tys. eksponatów. Jest tutaj także rekonstrukcja drewnianego baraku z obozu pracy przymusowej Gułagu.
Wstęp do muzeum jest płatny.